# Hadji Ali
Hadji Ali (Jedivato de Egipto, c. 1887-1892-Wolverhampton, 5 de noviembre de 1937) fue un artista de vodevil, famoso por sus actuaciones de regurgitación controlada. Sus hazañas más conocidas incluían escupir chorros de agua y tragar humo, nueces y pañuelos que luego vomitaba en el orden elegido por la audiencia. El truco más famoso de Ali, y el momento culminante de su actuación, consistía en beber cantidades abundantes de agua y queroseno, y luego actuar como un «lanzallamas humano» y como un extintor, mientras expelía los dos líquidos sobre utilería. Cuando realizaba estas presentaciones, un grupo de miembros del público era invitado a observar el espectáculo de cerca para comprobar que no se valía de ninguna artimaña.
Aunque nunca obtuvo fama mundial, tenía seguidores en el circuito de vodevil en Estados Unidos. Hizo presentaciones para jefes de Estado, como el zar Nicolás II de Rusia. Judy Garland lo nombró su artista favorito de vodevil y David Blaine calificó a Ali como su mago favorito. Algunas de sus actuaciones aparecieron en el cortometraje Strange as It Seems (1930) y en Politiquerías (1931), la versión en español de la película de El Gordo y el Flaco Chickens Come Home. Dos documentales contienen metrajes tomados de Politiquerías: Gizmo! (1977) y Vaudeville (1999). Las inusuales habilidades gástricas de Ali provocaron rumores de que el Instituto Rockefeller había ofrecido una gran suma de dinero para obtener su estómago tras su fallecimiento. Después de su muerte en Inglaterra, su cuerpo fue ofrecido a la Universidad Johns Hopkins para su estudio, aunque la oferta fue declinada.

## Origen
Hadji Ali nació en el seno de una familia de clase obrera aproximadamente en 1887 o 1892, dependiendo de la fuente consultada, probablemente en el Jedivato de Egipto. Su fama consistió en ser un practicante de un subgénero del vodevil conocido como «acto de regurgitación», que involucra el tragar materiales u objetos y regurgitarlos en varias formas. Ali fue consciente desde niño de que poseía una inusual habilidad gástrica. En una presentación en el St. Mary's Hospital en Niagara Falls, Nueva York, en mayo de 1926, explicó en respuesta a las preguntas de la audiencia de que mientras nadaba en el Nilo cuando tenía diez años de edad, descubrió de forma natural que podía tragar una gran cantidad de agua y expulsarla como el espiráculo de una ballena. Continuó desarrollando y refinando esa habilidad conforme crecía. Almina Ali, la hija del artista, narró una versión más dramática de estos eventos en una entrevista realizada en Inglaterra después de su muerte. Dijo que Ali aprendió sus habilidades por un accidente casual: mientras se bañaba en el Nilo, de forma inadvertida tragó un pez y una gran cantidad de agua. En vez de morir, como creían los presentes, simplemente regurgitó el líquido y el pez sin efectos adversos.
Ali se dio cuenta a los quince años que su talento en la regurgitación tenía el potencial de entretener y generar ingresos mediante presentaciones:

«Inicialmente probé mis trucos en la calle, tragué muchos vasos de agua y luego eché una gran cantidad de un lado del camino hacia el otro... El propietario de un café me vio haciéndolo un día y me persiguió por la calle. Pensé que quería golpearme, pero no; lo que hizo fue poner una moneda en mi mano y me pidió que repitiera el truco. Finalmente, estaba tan encantado que me pidió que fuera a su café y entretuviera a los clientes».
—Hadji Ali

Al dar a conocer sus habilidades, Ali conoció a un italiano en El Cairo que le ofreció un acuerdo para efectuar sus presentaciones en un music hall. El artista hacía presentaciones bajo contrato a través de Europa y en ocasiones para jefes de Estado. Afirmó que el zar Nicolás II de Rusia lo convocó para realizar sus actos en el Palacio de Invierno, en San Petersburgo. Dijo que al zar «le debió gustar mi espectáculo porque me premió con una condecoración especial, que es ahora uno de mis objetos que más aprecio». Después de la Primera Guerra Mundial, Ali comenzó a organizar sus propias actuaciones y viajó alrededor del mundo, aprendiendo más trucos con los años.

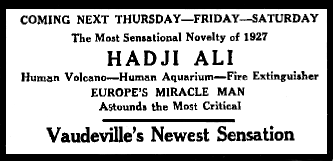
Publicidad en la edición del 11 de agosto de 1927 de The North Adams Evening Transcript (Massachusetts) para una presentación de Hadji Ali en el Empire Theater.

Ali llegó a Estados Unidos con Almina a mediados de los años 1920. Actuaron juntos en ferias, carnavales y vodevil, a veces publicitados bajo el nombre colectivo «Hadji Ali & Co.» Ella era la asistente de su padre, promocionada en sus espectáculos como «La princesa». Ali en solitario tenía una variedad de nombres de escenario, incluyendo: «El Gran Hombre Milagroso de Egipto», «El Impresionante Regurgitador», «El Enigma Egipcio», «El Acuario Humano», «El Volcán Humano» y «La Novena Maravilla del Mundo Científico». Fue descrito como un «hombre grande, con pecho de barril y barbudo que era una figura imponente en su traje árabe».
Aunque hablaba varios idiomas, y se volvió un ciudadano naturalizado estadounidense, se reportó que Almina hacía de traductora en Estados Unidos y otros lugares, ya que él no hablaba inglés y era analfabeto. Una vez que hubo ganado cierta notoriedad, Ali contrató como mánager a Hubert Julian, un antiguo coronel de la Fuerza Aérea Abisina. Aunque ganó muchos seguidores —incluso Judy Garland lo nombró su artista de vodevil favorito—, «permaneció más como una curiosa atracción secundaria que como un verdadero artista principal de vodevil» de acuerdo con una fuente al menos. Sin embargo, al momento de su muerte en 1937, Julian comentó que Ali había «ganado una gran cantidad de dinero en Estados Unidos —en ocasiones, 1000 USD a la semana. Lo promocioné aquí [en Europa] y tenía arreglada una gira continental».

## Actuaciones

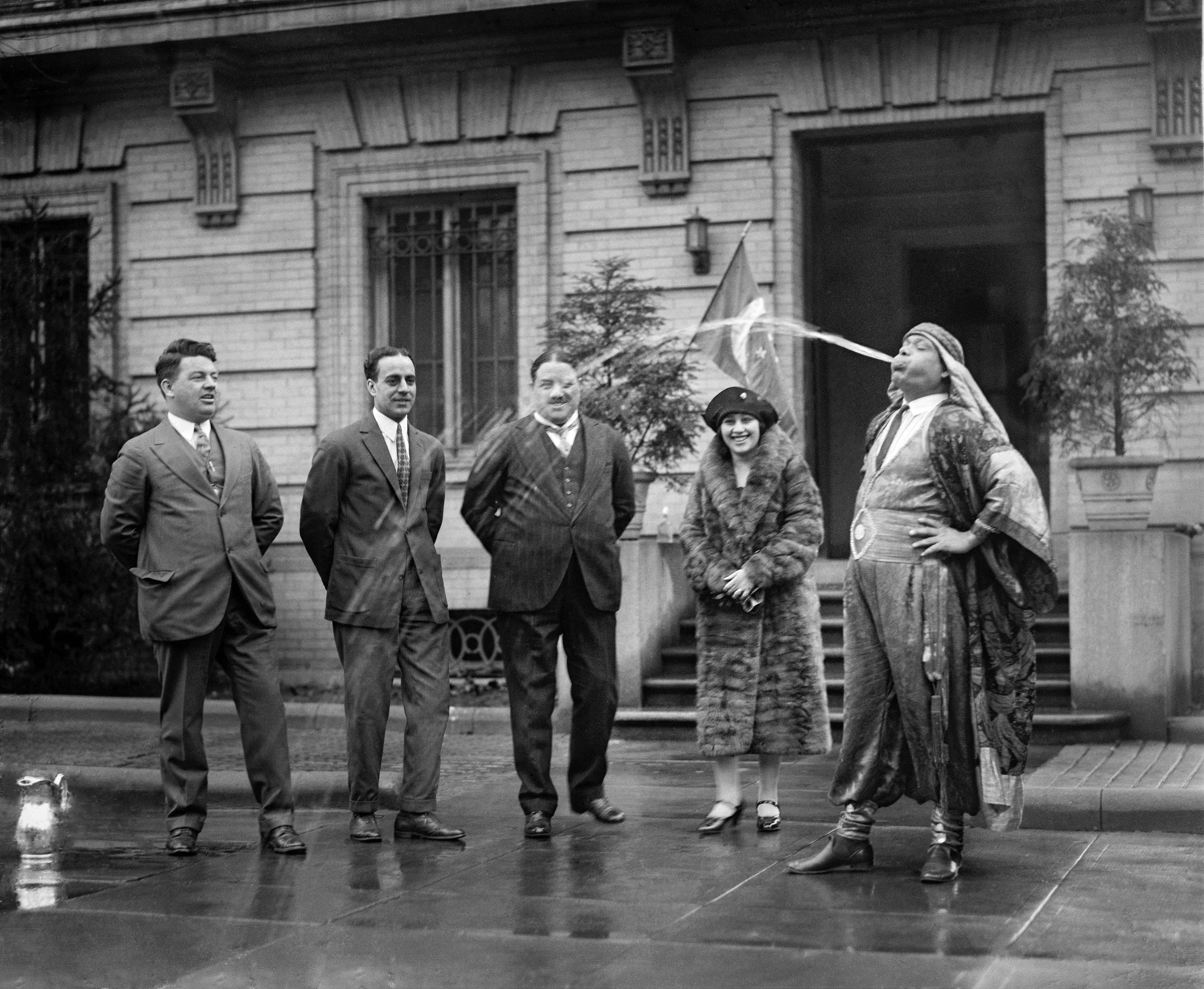
Hadji Ali demostrando sus habilidades.

El acto principal de Ali era el «chorro de agua». Ingería grandes cantidades de agua, de sesenta a cien vasos a la vez, luego vertía el líquido como una fuente en un vertedero durante un período sostenido, a veces cerca de un minuto. Otro truco común era el tragar treinta a cincuenta avellanas con cáscara (aunque uno de sus carteles anunciaba cuarenta nueces), seguidas de otra variedad de nuez diferente, como la almendra. Luego las iba sacando una por una según el orden de la fruta que la audiencia pidiera. En otro truco, Ali tragaba de tres a seis pañuelos de diferentes tonos y luego los regurgitaba en el orden de los colores solicitado por el público.
En un artículo de 1929 que apareció en el periódico Lowell Sun, el médico Morris Fishbein especuló que para la hazaña de las nueces de Ali, él retenía semillas de una variedad diferente en la boca en vez de tragarlas, permitiéndole así sacarlas en el momento justo. El médico Fishbein también declaró que «investigadores» desconocidos estaban convencidos de que en el truco de los pañuelos, para arrojarlos en la secuencia estipulada por la audiencia, Ali ponía sabor a la tela y, por lo tanto, podía saborear el correcto y así regurgitarlo. También tragaba peces de colores vivos, relojes, monedas, joyas, papel moneda, pepas de melocotón, piedras, ratones vivos, botones, bolas de billar y otros objetos extraños. En otro segmento de su presentación estándar, se colocaba ocho o más cigarrillos encendidos en la boca, pero en lugar de inhalarlos, se tragaba el humo y, pasado un tiempo significativo, lo exhalaba en un flujo constante, como un volcán en erupción.
| «Ali [era] el hombre que podía tragar cualquier cosa —cigarrillos, peces de colores vivos, pañuelos, gasolina...—».—Coronel Julian, mánager de Ali |

El acto final de Ali era la ingestión de grandes cantidades de agua, pero esta vez seguidas de una pinta de queroseno. Entonces un asistente traía un objeto de utilería, generalmente un castillo a escala o una casa hecha de metal, y lo ponía sobre una mesa que tenía una pequeña llama ardiendo. Al ser más ligero que el agua e inmiscible con ella, el queroseno flotaba por encima del líquido en el intestino de Ali, lo que le permitía vomitarlo primero. Así pues, y después de un redoble de tambor o una imitación de campanas de incendio, se convertía en un «lanzallamas humano» al arrojar un gran chorro sobre el accesorio e incendiar el escenario. Una vez que el queroseno se agotaba, seguía el agua, que salía de su boca en un largo flujo de hasta seis metros de distancia, que extinguía el fuego.
En algunas presentaciones, un grupo o «jurado» de la audiencia era invitado al escenario para verificar que no había fraude en los trucos —que estaba tragando realmente los productos en cuestión y los entregaba de nuevo a través de actos de regurgitación—. A veces se paseaba por el público durante su acto de tragar nueces. Con su abdomen al aire, invitaba a los miembros del público para acariciarlo, lo que les permitía escuchar el ruido de las avellanas dentro. Un periódico informó que las hazañas de Ali, esencialmente los vómitos controlados, se llevaron a cabo en «una manera sin la más mínima incomodidad o algo que rayara en lo repulsivo». No todo el mundo pensaba lo mismo: al menos una de las actuaciones fue interrumpida cuando el organizador vio que el «espectáculo perjudicaba la cena». El famoso escapista y mago Harry Houdini comentó en su obra de 1920 Miracle Mongers and Their Methods que arrojar chorros de agua era una «actuación que no podía dejar de dar asco a una audiencia moderna».
Las habilidades de Ali fascinaban a las autoridades públicas y médicas. Como se informó en 1928 en un artículo de Sheboygan Press, en una de sus presentaciones, un número de médicos asistieron y lo examinaron a fondo durante su actuación. Ellos salieron satisfechos de que en realidad estaba absorbiendo y regurgitando el material y objetos como afirmaba, pero se mantuvieron «perplejos sobre su extraordinaria actuación». De acuerdo con un artículo publicado en el Naugatuck Daily News, «médicos de tres continentes han preguntado sobre el mecanismo gastronómico de esta avestruz humana sin éxito. Exámenes de rayos X se han hecho durante su exhibición sin una explicación satisfactoria; de hecho, el mundo de la cirugía quedó completamente asombrado con esta avestruz humana».

## Apariciones en películas
Dos películas muestran los actos de Ali: el cortometraje Strange as It Seems (1930) y Politiquerias (1931), la versión extendida en español de Chickens Come Home de El Gordo y el Flaco. En la cinta aparece luego de la presentación del ilusionista mexicano Abraham Cantú. También tuvo un pequeño papel como el «propietario turco» en el filme Scarlet Dawn (1932) de la Warner Bros. protagonizado por Douglas Fairbanks, Jr. y Nancy Carroll. Dos documentales contienen imágenes de Ali tomadas de Politiquerias: Gizmo! (1977) y Vaudeville (1999), un documental producido por KCTS-TV que exhibe noventa actos de vodevil en una duración de dos horas. Desde entonces, el reportaje se ha emitido en la serie American Masters por Public Broadcasting Service en numerosas ocasiones.
Al comentar acerca de la naturaleza popular del circuito de las presentaciones vodevil, el escritor y productor ejecutivo de Vaudeville dijo en referencia a Ali que la película «cubría todo, desde Caruso hasta un tipo que vomitó». Por el contrario, en el episodio 30 del programa de televisión Iconoclasts, por Sundance Channel, el mago David Blaine habló con entusiasmo de Ali. Durante el capítulo, Blaine mostró al artista Chuck Close el archivo del acto con queroseno y agua de Politiquerias y comentó que es su «mago favorito... es real, pero nadie ha sido capaz de hacerlo desde entonces... su nombre era Hadji Ali... él es mi [mago] favorito de todos los tiempos».

## Muerte
Murió el 5 de noviembre de 1937, en Wolverhampton, Inglaterra, de una insuficiencia cardíaca durante un ataque de bronquitis. Incluso antes de su fallecimiento, había circulado un rumor de que el Instituto Rockefeller buscaba adquirir el estómago de él después de su muerte, y pagaría hasta 50 000 USD. Esta afirmación apareció en un cartel publicitario de una presentación de Ali en un teatro. Después de que se informó del deceso del artista, el rumor resurgió con una supuesta oferta de 10 000 USD. Cuando se entrevistó a un gerente del instituto, dijo que la propuesta nunca se había hecho, pero que sin embargo, «nos gustaría mucho ver el cuerpo». Almina y Julian transportaron el cuerpo de vuelta a Estados Unidos a bordo del Queen Mary. De acuerdo con un artículo en el New York Post del 29 de noviembre de 1937, a su llegada, ella ofreció el cadáver de su padre a la Universidad Johns Hopkins de Maryland para que los cirujanos lo sometan a pruebas, después de lo cual sería transportado a Egipto para ser enterrado en un mausoleo. Sin embargo, el periódico The Afro-American informó el 11 de diciembre de 1937, que los funcionarios de la Universidad Johns Hopkins declinaron la propuesta.